# Büste des Molla Panah Vagif

Die Büste des Molla Panah Vagif ist eine Büste, die zu Ehren von Molla Pənah Vaqif, eines aserbaidschanischen Dichters und Politikers des 18. Jahrhunderts, errichtet wurde. Sie wurde nach der Besetzung der Stadt Şuşa im Jahr 1992 durch die armenischen Streitkräfte zerstört. Nach der Einnahme der Stadt durch die aserbaidschanischen Streitkräfte im Jahr 2020 wurde sie 2021 renoviert.

## Geschichte
Die 1957 vom Bildhauer Hayat Abdullayeva aus Bronze gefertigte Büste von Molla Panah Vagif wurde 1958 als Grabdenkmal für den Dichter in Şuşa bei Jidir Duzu errichtet. Im Jahr 1976 wurde die Büste näher bei Vagifs Haus in Şuşa aufgestellt. Vor der Eröffnung des Vagif-Mausoleums im Jahr 1982 waren die Büste und der Bereich um sie herum repariert worden und der Sockel des Denkmals ersetzt worden. Bei der Besetzung der Stadt Şuşa durch die armenischen Truppen im Jahr 1992 wurde die Büste zerstört.
Nachdem die Stadt im Jahr 2020 von den aserbaidschanischen Streitkräften eingenommen wurde, wurde das Denkmal im Jahr 2021 nach dem ursprünglichen Entwurf von Abdullayeva restauriert und an seinem ursprünglichen Platz wieder ausgestellt. Es wurde am 29. August 2021 enthüllt.

## Bilder

Foto aufgenommen vor 1976
Foto aufgenommen vor 1976
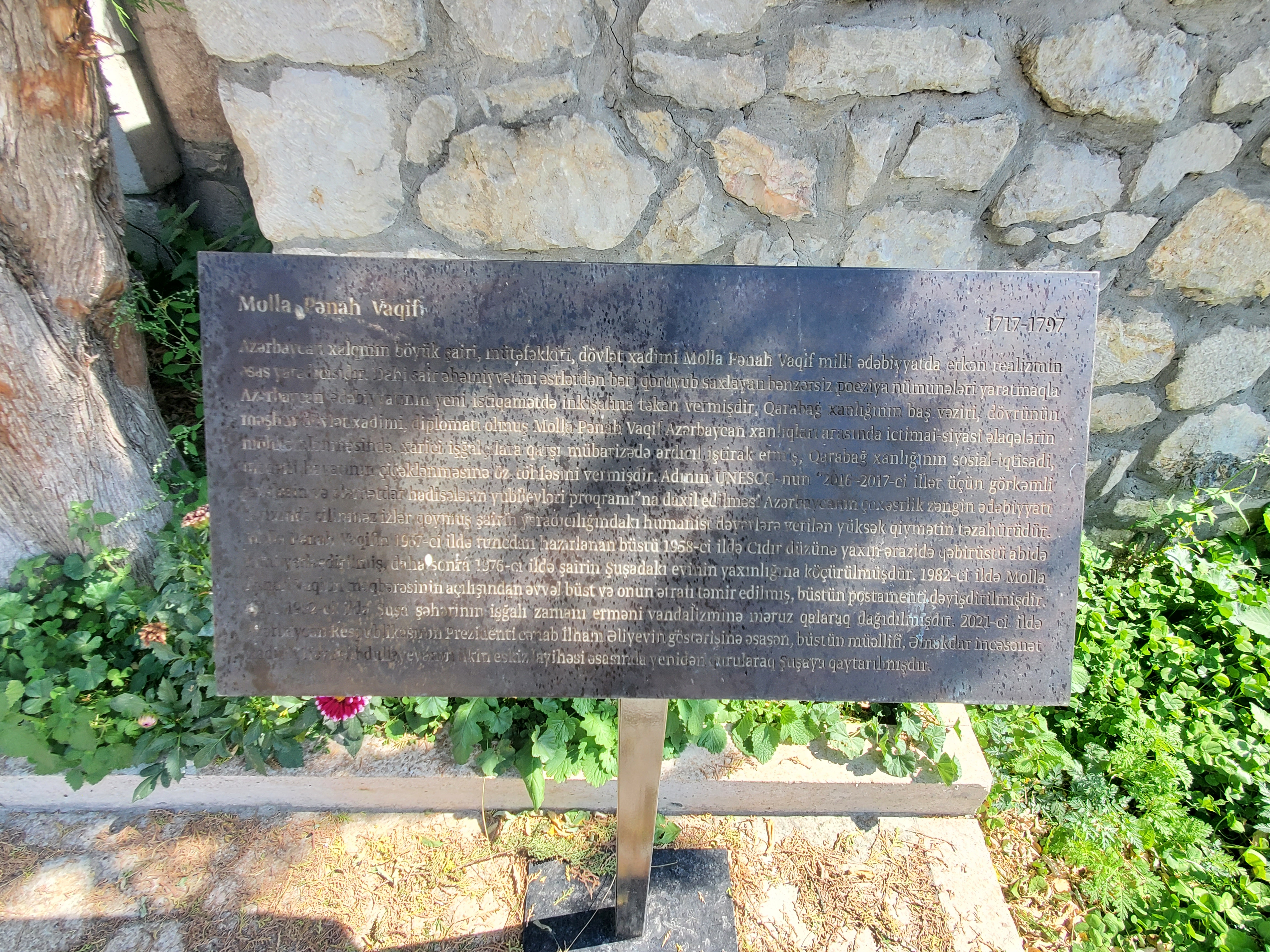
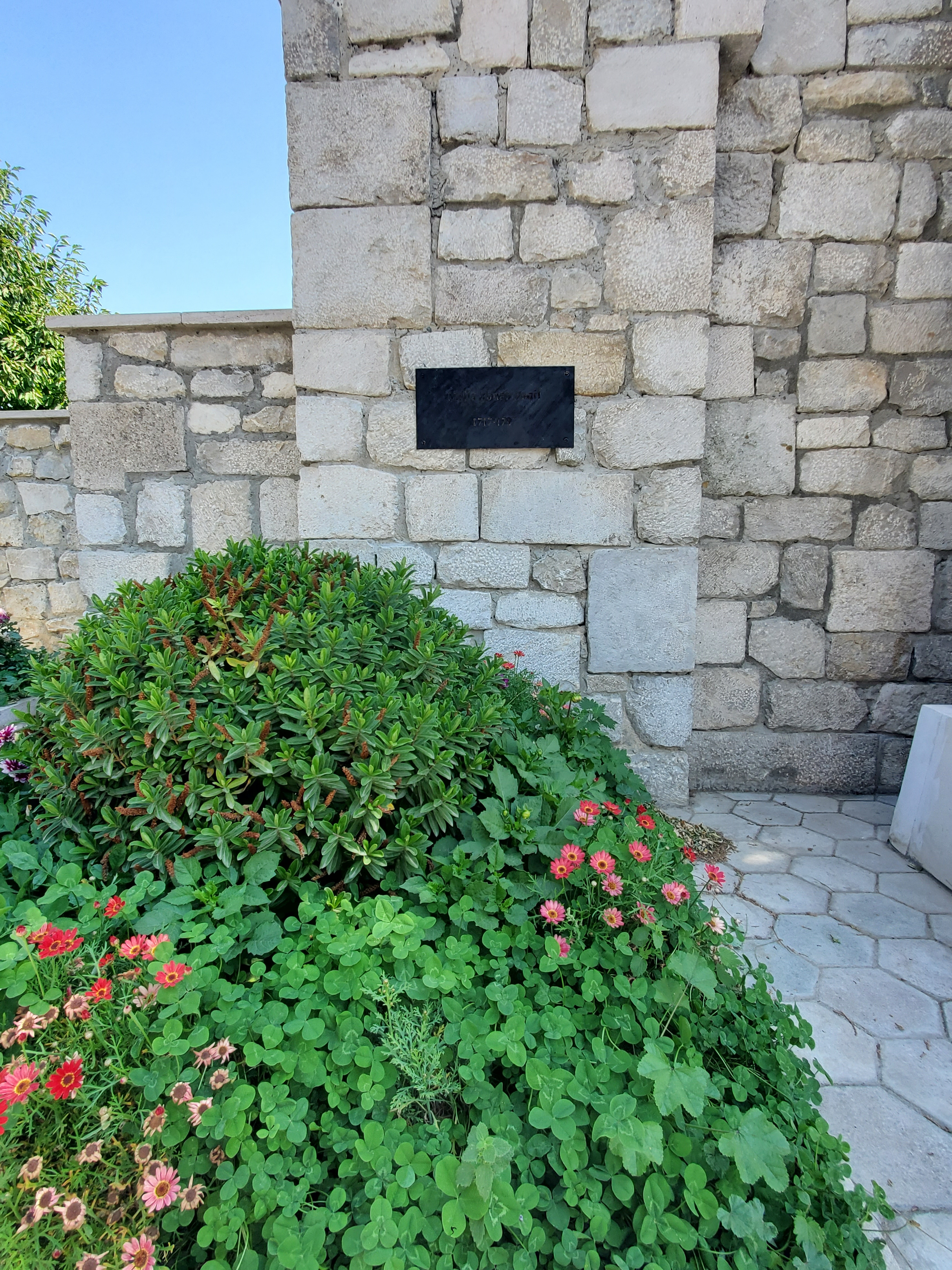